# Parafia cywilno-wojskowa św. Marcina w Koszalinie
Parafia cywilno-wojskowa pw. św. Marcina w Koszalinie - parafia należąca do dekanatu Wojsk Lądowych, Ordynariatu Polowego Wojska Polskiego  (do roku 2012 parafia należała do Pomorskiego Dekanatu Wojskowego) oraz do dekanatu Koszalin, diecezji koszalińsko-kołobrzeskiej, metropolii szczecińsko-kamieńskiej. Utworzona 1 lipca 1993 r. jako parafia wojskowa przez biskupa polowego Sławoja Leszka Głodzia. 25 czerwca 2005 roku została erygowana jako parafia cywilno-wojskowa przez Biskupa Kazimierza Nycza, który w porozumieniu z biskupem polowym Tadeuszem Płoskim, zmienił statut parafii.

## Historia
Parafia Wojskowa w Koszalinie pw. św. Jana Kapistrana została ustanowiona dekretem Biskupa Polowego z dnia 11 lipca 1993, nie mając swego kościoła parafialnego. Proboszczem został mianowany ks. kpt. Wiesław Orłowski. Dzięki staraniom proboszcza oraz dowództwa 8 Bałtyckiej Dywizji Obrony Wybrzeża na potrzeby kultu zaadaptowany został budynek magazynowy na rogu ulic 4 Marca i Zwycięstwa. Prace nad jego adaptacją rozpoczęto systemem gospodarczym w kwietniu 1994 roku, a w listopadzie tegoż roku kaplica została przekazana wiernym. W dniu 16 czerwca 1995 roku Biskup Polowy Wojska Polskiego dokonał uroczystego poświęcenia kaplicy.
Na wniosek Proboszcza, Rady Parafialnej oraz Dowództwa 8 BDOW Biskup Polowy dekretem z dnia 8 grudnia 1994 roku zmienił wezwanie świątyni i ustanowił patronem parafii św. Marcina.
W roku 1999 proboszczem parafii został mianowany ks. kpt. Marek Reimer. W lutym 2002 roku obowiązki proboszcza objął ks. mjr Lucjan Dolny. Od czerwca 2002 roku proboszczem parafii został mianowany ks. mjr Stanisław Błądek, który pełnił tę funkcję do kwietnia 2010 roku. W kwietniu 2010 ponownie proboszczem został ks. mjr Marek Reimer, który urząd ten pełnił do 24 czerwca 2012 roku. W latach 2012–2017 proboszczem był ks. kmdr por. Andrzej Stawarz,następnie ks. ppłk. dr Mariusz Śliwiński (2017-2019), a obecnie ks. kpt Dariusz Kamiński.
We wrześniu 2003 rozpoczęto remont pomieszczenia górnego celem przeznaczenia go na kaplicę. Projekt Architektoniczno-Budowlany Przebudowy Elewacji wykonała p. mgr inż arch. Irena Romysz-Skowyrska. Ekipę budowlaną zorganizował dyrektor "Czaplówki" dr Zygmunt Czapla, spośród dyplomantów Prywatnego Technikum Budowlanego, z udziałem uczniów ZS Nr 7. Remont ukończono na wiosnę 2004 r. Pierwszą Mszę św. w górnej kaplicy odprawił ks. Henryk Romanik 11 kwietnia 2004 na Wielkanoc. 
Poświęcenia kaplicy dokonał ks. biskup Tadeusz Płoski 13 lutego 2005 r.
Dnia 29 kwietnia 2005 biskup koszalińsko-kołobrzeski Kazimierz Nycz erygował parafię wojskowo-cywilną.

## Miejsca święte

### Kościół parafialny
Kaplica pw. św. Marcina w Koszalinie

## Duszpasterze

### Proboszczowie
| Proboszczowie         | Okresy urzędowania w Parafii | Źródła |
| --------------------- | ---------------------------- | ------ |
| ks. Wiesław Orłowski  | 1993–1999                    | [ 3 ]  |
| ks. Marek Reimer      | 1999–2002                    | [ 3 ]  |
| ks. Lucjan Dolny      | 2002                         | [ 3 ]  |
| ks. Stanisław Błądek  | 2002–2010                    | [ 3 ]  |
| ks. Marek Reimer      | 2010–2012                    | [ 3 ]  |
| ks. Andrzej Stawarz   | 2012–2017                    | [ 3 ]  |
| ks. Mariusz Śliwiński | 2017–2019                    | [ 3 ]  |
| ks. Dariusz Kamiński  | 2019 - nadal                 |        |